# Difusión (física)

Dibujo esquemático de los efectos de la difusión de moléculas a través de una membrana celular.

La difusión (molecular) es un proceso físico reversible que consiste en el flujo neto de átomos, iones u otra especie dentro de un material: las partículas se mueven de una región de alta concentración a un área de baja concentración hasta obtener una distribución uniforme. Es inducido por la temperatura y el gradiente de concentración.

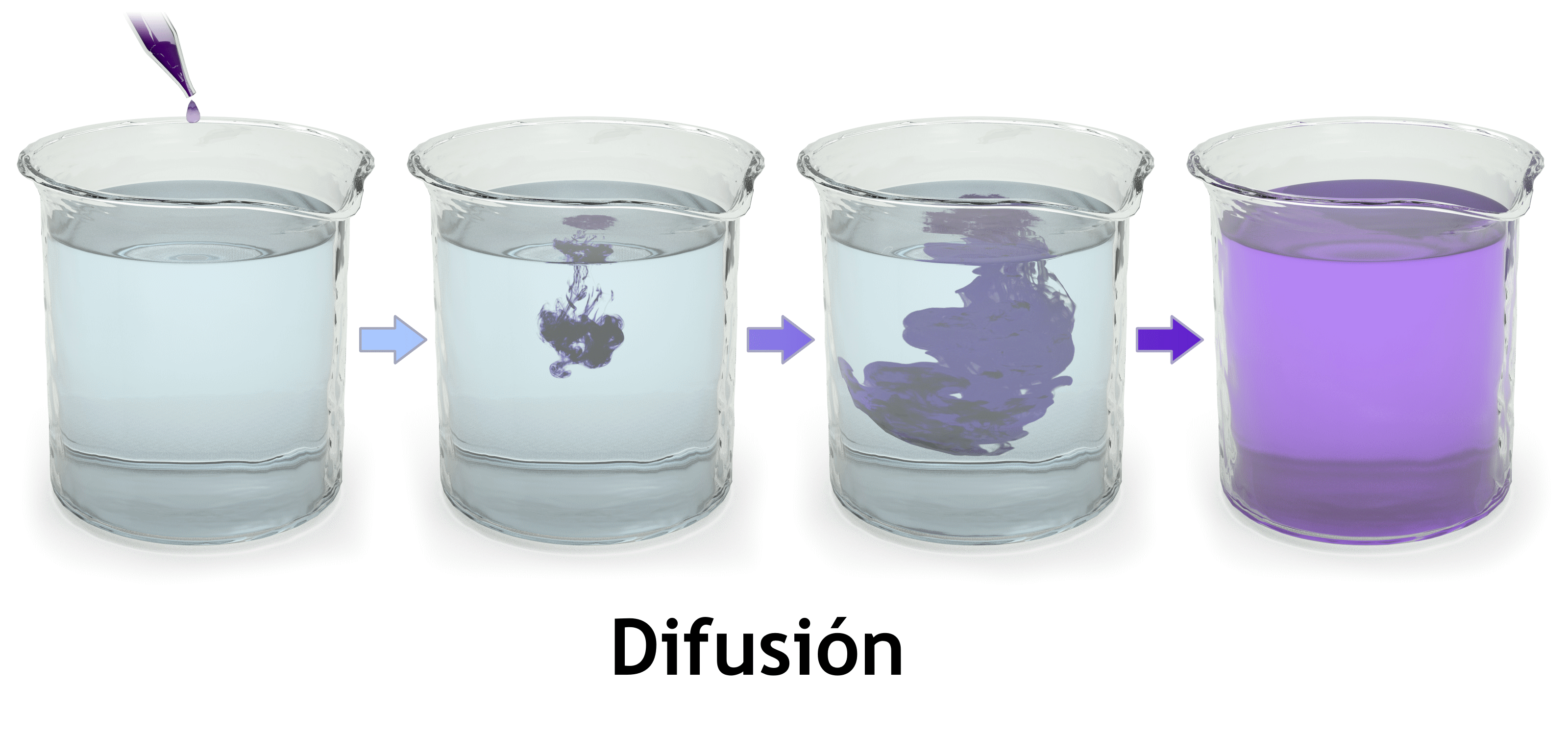
Difusión

Normalmente los procesos de difusión están sujetos a la ley de Fick. La difusión es un proceso que no requiere aporte energético, generalmente ocurre en gases y líquidos, presenta una forma de intercambio celular en el que partículas materiales se introducen en un medio en el que inicialmente estaban ausentes, aumentando la entropía (desorden molecular) del sistema.

## Difusión frente a flujo volumétrico
El "flujo a granel" es el movimiento/flujo de todo un cuerpo debido a un gradiente de presión (por ejemplo, el agua que sale de un grifo). "Difusión" es el movimiento/dispersión gradual de la concentración dentro de un cuerpo, debido a un gradiente de concentración, sin movimiento neto de materia. Un ejemplo de un proceso en el que se producen tanto desplazamiento de masa como difusión es la respiración humana.>.
En primer lugar, hay un proceso de "flujo a granel". Los pulmones están situados en la cavidad torácica, que se expande como primer paso de la respiración externa. Esta expansión conduce a un aumento del volumen de los alvéolos en los pulmones, lo que provoca una disminución de la presión en los alvéolos. Esto crea un gradiente de presión entre el aire del exterior del cuerpo a una presión relativamente alta y los alvéolos a una presión relativamente baja. El aire desciende por el gradiente de presión a través de las vías respiratorias de los pulmones hacia los alvéolos hasta que la presión del aire y la de los alvéolos se igualan, es decir, el movimiento del aire por flujo volumétrico se detiene cuando deja de haber gradiente de presión.
En segundo lugar, existe un proceso de "difusión". El aire que llega a los alvéolos tiene una mayor concentración de oxígeno que el aire "viciado" de los alvéolos. El aumento de la concentración de oxígeno crea un gradiente de concentración de oxígeno entre el aire de los alvéolos y la sangre de los capilares que rodean los alvéolos. A continuación, el oxígeno se desplaza por difusión, descendiendo por el gradiente de concentración, hacia la sangre. La otra consecuencia de la llegada de aire a los alvéolos es que disminuye la concentración de dióxido de carbono en los alvéolos. Esto crea un gradiente de concentración para que el dióxido de carbono se difunda de la sangre a los alvéolos, ya que el aire fresco tiene una concentración muy baja de dióxido de carbono en comparación con la sangre del cuerpo.
En tercer lugar, existe otro proceso de "flujo a granel". La acción de bombeo del corazón transporta la sangre por todo el cuerpo. Cuando el ventrículo izquierdo del corazón se contrae, el volumen disminuye, lo que aumenta la presión en el ventrículo. Esto crea un gradiente de presión entre el corazón y los capilares, y la sangre se desplaza a través de los vasos sanguíneos mediante un flujo masivo que desciende por el gradiente de presión.

## Difusión en el contexto de diferentes disciplinas

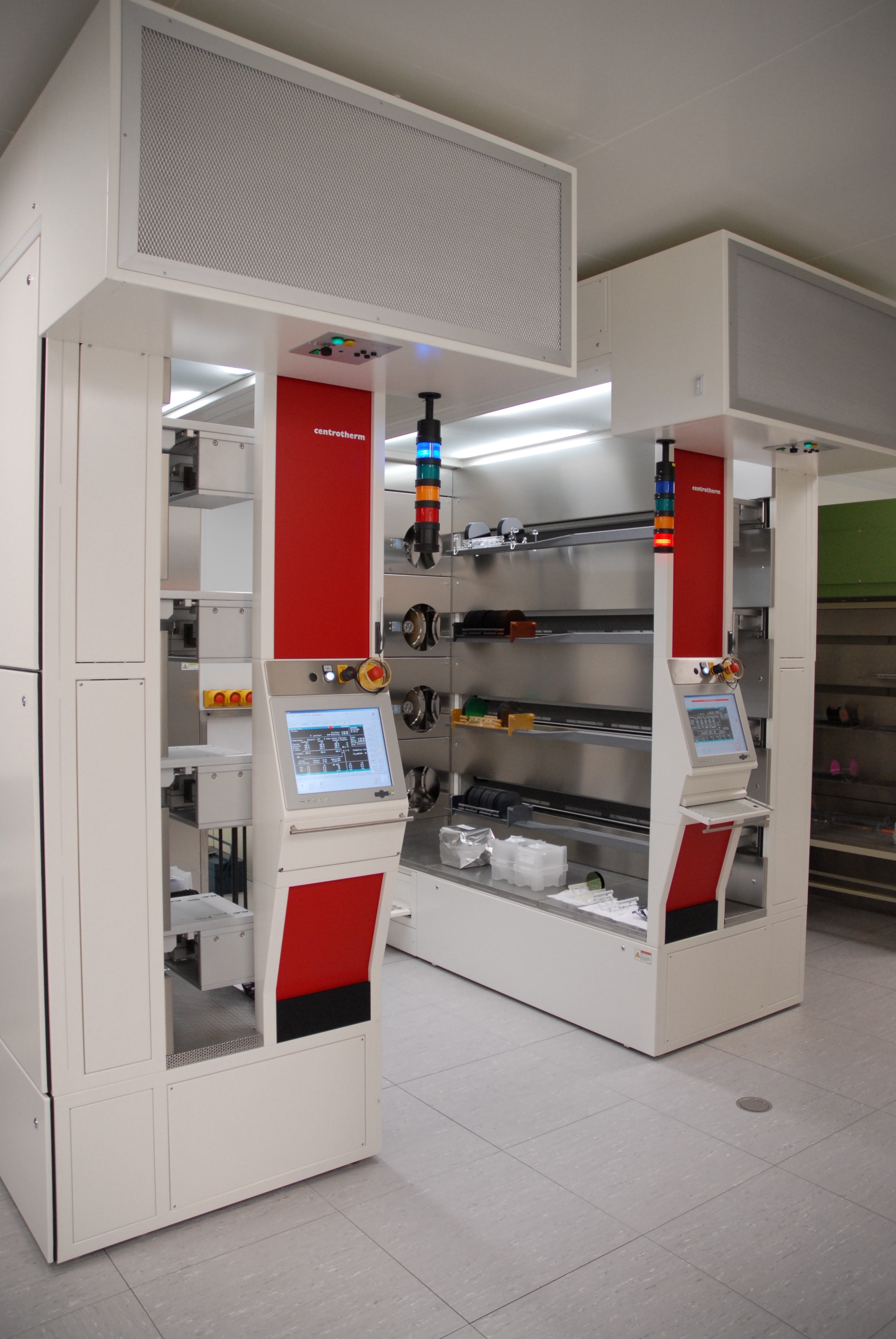
Hornos de difusión utilizados para oxidación térmica.

El concepto de difusión es ampliamente utilizado en: física (difusión de partículas), química, biología, sociología, economía y finanzas (difusión de personas, ideas y de valores de precios). Sin embargo, en todos los casos, la sustancia o el conjunto que sufre la difusión se "extiende" desde un punto o lugar en el que existe una mayor concentración de dicha sustancia o conjunto.
Hay dos maneras de introducir la noción de difusión: o bien un enfoque fenomenológico a partir de la ley de Fick de la difusión y sus consecuencias matemáticas, o bien uno físico y atomístico, considerando el paseo aleatorio de las partículas que se difunden.
En el enfoque fenomenológico, difusión es el movimiento de una sustancia desde una región de alta concentración a una región de baja concentración sin movimiento en masa. Según las leyes de Fick, el flujo de difusión es proporcional al gradiente negativo de concentraciones. Va de regiones de mayor concentración a regiones de menor concentración. Algún tiempo después, se desarrollaron varias generalizaciones de las leyes de Fick en el marco de la termodinámica y la termodinámica de no equilibrio.
Desde el punto de vista atomístico, la difusión se considera como el resultado del paseo aleatorio de las partículas difusoras. En la difusión molecular, las moléculas en movimiento son autopropulsadas por energía térmica. El paseo aleatorio de pequeñas partículas en suspensión en un fluido fue descubierto en 1827 por Robert Brown, quien encontró que partículas diminutas suspendidas en un medio líquido y lo suficientemente grandes como para ser visibles bajo un microscopio óptico exhiben un movimiento rápido y continuamente irregular de partículas conocido como movimiento browniano. La teoría del movimiento browniano y los antecedentes atomísticos de la difusión fueron desarrollados por Albert Einstein.
El concepto de difusión se aplica típicamente a cualquier materia que implique paseos aleatorios en ensambles de individuos.
En química y ciencia de los materiales, la difusión se refiere al movimiento de moléculas fluidas en sólidos porosos. La difusión molecular se produce cuando la colisión con otra molécula es más probable que la colisión con las paredes de los poros. En tales condiciones, la difusividad es similar a la de un espacio no confinado y es proporcional al camino libre medio. Difusión de Knudsen, que se produce cuando el diámetro del poro es comparable o menor que el camino libre medio de la molécula que difunde a través del poro. Bajo esta condición, la colisión con las paredes del poro se hace gradualmente más probable y la difusividad es menor. Por último, existe la difusión configuracional, que se produce si las moléculas tienen un tamaño comparable al del poro. Bajo esta condición, la difusividad es mucho menor comparada con la difusión molecular y pequeñas diferencias en el diámetro cinético de la molécula causan grandes diferencias en la difusividad.
Los biólogos suelen utilizar los términos "movimiento neto" o "difusión neta" para describir el movimiento de iones o moléculas por difusión. Por ejemplo, el oxígeno puede difundirse a través de las membranas celulares siempre que haya una mayor concentración de oxígeno fuera de la célula. Sin embargo, como el movimiento de las moléculas es aleatorio, en ocasiones las moléculas de oxígeno salen de la célula (en contra del gradiente de concentración). Como hay más moléculas de oxígeno fuera de la célula, la probabilidad de que las moléculas de oxígeno entren en la célula es mayor que la probabilidad de que las moléculas de oxígeno salgan de la célula. Por lo tanto, el movimiento "neto" de moléculas de oxígeno (la diferencia entre el número de moléculas que entran o salen de la célula) es hacia el interior de la célula. En otras palabras, existe un "movimiento neto" de moléculas de oxígeno a lo largo del gradiente de concentración.

## Historia de la difusión en física
En el ámbito del tiempo, la difusión en sólidos se utilizó mucho antes de que se creara la teoría de la difusión. Por ejemplo, Plinio el Viejo había descrito previamente el proceso de cementación, que produce acero a partir del elemento hierro (Fe) a través de la difusión del carbono. Otro ejemplo es bien conocido desde hace muchos siglos, la difusión de colores de las vidrieras o la loza y la cerámica china.
En la ciencia moderna, el primer estudio experimental sistemático de la difusión fue realizado por Thomas Graham. Estudió la difusión en gases, y el fenómeno principal fue descrito por él en 1831–1833:
«...gases de diferente naturaleza, cuando se ponen en contacto, no se ordenan de acuerdo a su densidad, el más pesado debajo y el más liviano arriba, sino que se difunden espontáneamente, recíprocamente y por igual, entre sí, y así permanecer en el estado íntimo de mezcla durante cualquier período de tiempo.» 
Las medidas de Graham contribuyeron a que James Clerk Maxwell derivara, en 1867, el coeficiente de difusión del CO2 en el aire. La tasa de error es inferior al 5%.
En 1855, Adolf Fick, el demostrador de anatomía de Zúrich de 26 años, propuso su ley de difusión. Usó la investigación de Graham, declarando su objetivo como "el desarrollo de una ley fundamental, para la operación de difusión en un solo elemento del espacio". Afirmó una analogía profunda entre la difusión y la conducción del calor o la electricidad, creando un formalismo similar a la Ley de Fourier para la conducción del calor (1822) y la Ley de Ohm para la corriente eléctrica (1827).
Robert Boyle demostró la difusión en sólidos en el siglo XVII mediante la penetración de zinc en una moneda de cobre. Sin embargo, la difusión en sólidos no se estudió sistemáticamente hasta la segunda parte del siglo XIX. William Chandler Roberts-Austen, el conocido metalúrgico británico y antiguo ayudante de Thomas Graham estudió sistemáticamente la difusión en estado sólido sobre el ejemplo del oro en el plomo en 1896:

«[...] Mi larga conexión con las investigaciones de Graham hizo que fuera casi un deber intentar extender su trabajo sobre la difusión de líquidos a los metales.»

En 1858, Rudolf Clausius introdujo el concepto de camino libre medio. Ese mismo año, James Clerk Maxwell desarrolló la primera teoría atomística de los procesos de transporte en los gases. La moderna teoría atomística de la difusión y del movimiento browniano fue desarrollada por Albert Einstein, Marian Smoluchowski y Jean-Baptiste Perrin. Ludwig Boltzmann, en el desarrollo de los antecedentes atomísticos de los procesos de transporte macroscópicos, introdujo la ecuación de Boltzmann, que ha servido a las matemáticas y a la física como fuente de ideas e inquietudes sobre los procesos de transporte durante más de 140 años.
En 1920-1921, George de Hevesy midió la autodifusión utilizando radioisótopos. Estudió la autodifusión de isótopos radiactivos de plomo en el plomo líquido y sólido.
Yakov Frenkel (a veces, Jakov/Jacob Frenkel) propuso, y elaboró en 1926, la idea de la difusión en cristales a través de defectos locales (vacantes y átomos de intersticial). Concluyó que el proceso de difusión en la materia condensada es un conjunto de saltos elementales e interacciones cuasiquímicas de partículas y defectos. Introdujo varios mecanismos de difusión y halló constantes de velocidad a partir de datos experimentales.
Algún tiempo después, Carl Wagner y Walter H. Schottky desarrollaron aún más las ideas de Frenkel sobre los mecanismos de difusión. En la actualidad, se reconoce universalmente que los defectos atómicos son necesarios para mediar en la difusión en los cristales.
Henry Eyring, con coautores, aplicó su teoría de las velocidades de reacción absolutas al modelo cuasiquímico de difusión de Frenkel. La analogía entre cinética de reacción y difusión conduce a varias versiones no lineales de la ley de Fick.

## Descripción cualitativa
La difusión es la consecuencia del movimiento aleatorio de partículas. Una molécula o ion con energía cinética (explicar) colisiona con otras moléculas e iones, y cada colisión altera la energía cinética y el momento de ambas partículas. A menos que las partículas estén fijadas en una posición en un sólido, son libres de alejarse unas de otras hasta la siguiente colisión. Por lo tanto, en un fluido todas las partículas se mueven de colisión en colisión, cambiando de dirección con cada colisión. La trayectoria de cualquier partícula es aleatoria, por lo que la probabilidad de que vuelva a una posición anterior es menor que la de que vaya a otro lugar, ya que hay muchos más lugares a los que ir. 
Si el fluido está en un recipiente, cualquier colisión con el recipiente sólido lo devuelve al volumen del fluido. La velocidad a la que una partícula determinada se aleja de su posición original depende de la velocidad media a la que se mueve, que depende de la temperatura, y de la frecuencia con la que choca con otras partículas, que a su vez depende de la distancia media a la que se encuentran. 
Las partículas de un gas están mucho más separadas que las de un líquido, por lo que una molécula de gas o un ion generalmente se aleja más antes de chocar y cambiar de dirección cada vez, por lo que se aleja de cualquier punto dado más rápidamente, suponiendo velocidades iguales.
Cuando todas las partículas están mezcladas uniformemente al principio, no hay diferencias notables con el tiempo y se mantienen mezcladas uniformemente. Sin embargo, si hay una región en la que la mayoría de las partículas son de un tipo en un momento dado, tienden a dispersarse hasta distribuirse uniformemente.

## Difusión sustitucional
Un átomo deja su sitio de red para llenar una vacante cercana (por tanto, creando una nueva vacante en el sitio de la red original). A medida que la difusión continúa, se tienen contra flujos de átomos vacancias, a lo que se llama difusión por vacantes.
El número de vacantes, el cual aumenta a medida que incrementa la temperatura, influye en la extensión de la auto difusión y difusión de los átomos sustitucionales.

## Difusión intersticial
Cuando está presente en la estructura cristalina un átomo o ion intersticial pequeño, el átomo o ion se mueve de un sitio intersticial a otro. No se requieren vacancias para este mecanismo. En parte debido a que hay muchos más sitios intersticiales que vacancias, la difusión intersticial se lleva a cabo con mucha mayor facilidad que la difusión por vacancia. Los átomos intersticiales que son relativamente más pequeños se difunden más rápido.   

## Difusión neta
La diferencia de difusión entre dos regiones con distinta concentración es lo que se conoce como difusión neta.

## Primera ley de Fick (Velocidad de Difusión)
La velocidad a la que los átomos, iones, partículas u otras especies se difunden en un material puede medirse por medio del flujo J. Aquí se trata principalmente con la difusión de iones o átomos. El flujo J se define como el número de átomos que pasan a través de un plano de unidad de área por unidad de tiempo. La primera ley de Fick explica el flujo neto de los átomos:
| Símbolo               | Nombre                                |
| --------------------- | ------------------------------------- |
| {\displaystyle J}     | Flujo                                 |
| {\displaystyle D}     | Difusividad o coeficiente de difusión |
| {\displaystyle dc/dx} | Gradiente de concentración            |

Dependiendo de la situación, la concentración puede expresarse como porcentaje atómico (% at), porcentaje de peso (%pe), porcentaje molar (%mol), fracción atómica o fracción molar. Las unidades del gradiente de concentración y el flujo también cambiaran de manera acorde.
El signo negativo en la ecuación indica que el flujo de la especie que se está difundiendo es de concentraciones mayores o menores, por lo que si el término {\displaystyle (dc/dx)} es negativo,  J será positivo.

## Segunda ley de Fick (estado no estacionario)
La segunda ley de Fick la cual describe la difusión dinámica o de estado no estacionario de átomos es la ecuación diferencial. 
El coeficiente de difusión {\displaystyle D} no es una función de la localización {\displaystyle x} ni de la concentración de la especie que se está difundiendo. 
- {\displaystyle dCx/dt=d(DdCx/dx)/dx\,}

- Para un gas en un sólido

{\displaystyle (Cs-Cx)/(Cs-Co)=ferr(x/2{\sqrt {Dt}})}
Donde {\displaystyle Cs} es una concentración constante de los átomos que se están difundiendo en la superficie del material, {\displaystyle Co} es la concentración uniforme inicial de los átomos que se están difundiendo en el material y {\displaystyle Cx} es la concentración del átomo que se está difundiendo en la localización {\displaystyle x} debajo de la superficie después de un tiempo {\displaystyle t}. La función “erf” es la función error.

## Separación isótopa
- Difusión gaseosa
- Difusión térmica líquida

### Difusión a través de membranas biológicas
- difusión facilitada;
- difusión simple, sin necesidad de un canal proteico;
- difusión en el sistema respiratorio - en el alvéolo pulmonar de los mamíferos, debido a diferencias en presiones parciales a lo largo de la membrana alveolar-capilar, el oxígeno se difunde hacia la sangre y el dióxido de carbono hacia afuera.